# Tæt trafik i Herning
Tæt Trafik i Herning er det nittende studiealbum fra den danske popgruppe tv·2, der udkom den 9. november 2018 på PladeSelskabet Have a Cigar og Universal. Albummet er produceret af Greg Walsh og Kristian Leth. Det er første gang siden Amerika-albummet fra 2001, at tv-2 samarbejder med Walsh. Tæt Trafik i Herning debuterede som nummer to på album-hitlisten.

## Spor
Alt tekst og musik er skrevet af Steffen Brandt.
| #   | Titel                               | Producer      | Længde |
| --- | ----------------------------------- | ------------- | ------ |
| 1.  | "Don't Get Me Started"              | Greg Walsh    | 3:28   |
| 2.  | "Tæt trafik i Herning"              | Walsh         | 4:11   |
| 3.  | "Tintin i Tibet"                    | Walsh         | 4:01   |
| 4.  | "Buddy Holly i Sønderborg"          | Kristian Leth | 3:40   |
| 5.  | "Er vi glade eller hvad"            | Leth          | 3:50   |
| 6.  | "Danser himlen blå"                 | Walsh         | 3:02   |
| 7.  | "Det her er ikke en quiz"           | Walsh         | 3:29   |
| 8.  | "Stille og rolig søndag i Aarhus V" | Walsh         | 4:17   |
| 9.  | "Evig og altid"                     | Leth          | 4:28   |
| 10. | "Ødelagt land"                      | Leth          | 3:31   |
| 11. | "Fra Caltex"                        | Leth          | 4:48   |
| 12. | "Altid på vej"                      | Walsh         | 4:23   |

## Medvirkende
- Greg Walsh – producer
- Kristian Leth – producer
- Henrik Nilsson – mixer, lydteknik
- Mads Mølgaard Helbæk – mixer, lydteknik
- Mads Nørgaard Nielsen – mixer, lydteknik
- Steffen Brandt – tekst, musik, vokal, keyboard, akustisk guitar
- Hans Erik Lerchenfeld – guitar, banjo, ukulele
- Georg Olesen – bas
- Sven Gaul – trommer

## Hitliste
| Hitliste (2018)        | Højeste placering |
| ---------------------- | ----------------- |
| Danmark (Album Top-40) | 2                 |